# Collège Anne-Frank (Antony)
Pour les articles homonymes, voir Collège Anne-Frank.
Le collège Anne-Frank est un collège situé à Antony, dans les Hauts-de-Seine, en France.

## Histoire
Réalisé en 1978-1980 sur une surface utile de 6 200 m2 sur un site de 17 000 m2, il est l'œuvre des architectes Jean Nouvel et Gilbert Lézènès,. Le projet, composé d'un collège d'enseignement secondaire, d'une cantine de 450 personnes ainsi que de sept appartements de fonctions, a été validé par les enseignants et parents d'élèves avant réalisation.
Il a remplacé le Collège d'enseignement secondaire (CES) Pajeaud, une construction en préfabriqués depuis 1969, qui se situé à proximité (à l'endroit actuel du Centre aquatique Pajeaud). Le quartier Pajeaud est un quartier à fort développement, des hautes tours d'habitations avaient été construites précédemment. Un conseil municipal est réalisé sur place, dans le CES Pajeaud, pour acter le lancement de la nouvelle construction.
La construction s'inscrit dans les années 1970 où la politique des constructions modulaires et préfabriquée était populaire,. Il en ressort un ensemble cubiste et coloré. Les couleurs peuvent faire penser à la Cité radieuse de Marseille ou aux œuvres de Piet Mondrian et de Daniel Buren. L'artiste Pierre-Martin Jacot a participé à la décoration du collège, dans le cadre du 1 % artistique,. Le plan global de la construction rappel un château de la Renaissance, avec un corps central et deux ailes globalement symétriques.

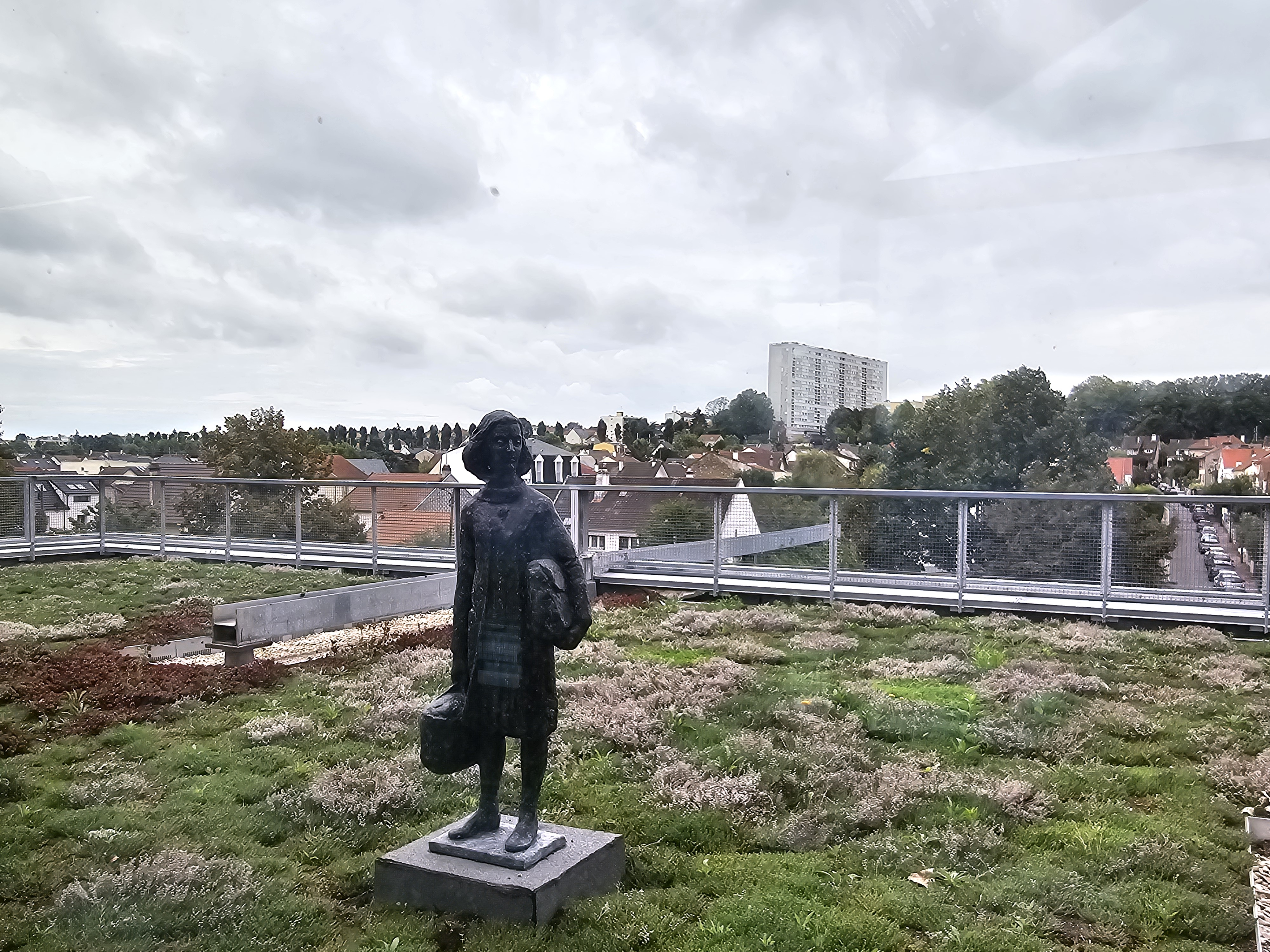
Statue d'Anne Frank au collège Anne-Frank d'Antony, sur un toit végétalisé.

À sa création, il est vu comme une sorte de « manifeste d'architecture » en temps de massification des structures scolaires, laquelle avait déjà eu des conséquences désastreuses à l'image de l'incendie du collège Édouard-Pailleron en 1973. Jean Nouvel, dont c'est le deuxième bâtiment collectif — après le centre médico-chirurgical du Val-Notre-Dame de Bezons — y casse les codes de l'époque avec humour et réalise une « prise de distance avec la monotonie architecturale des écoles de ce temps ». Plusieurs exemples de cela se distingue dans la construction et ainsi, sous la façade austère qui dénote avec l'intérieur, il est visible un modulor de Le Corbusier placé à l'envers, des bouts de colonnes antiques, des lumières colorées (néon puis led après la rénovation), des caissons acoustiques au plafond posés comme s'ils allaient tomber, des caches câbles avec moulures en stuc et une tuyauterie et électricité apparente, des restes de marques de chantier, des murs de fenêtres façon baie vitrée, des numéros — qui correspondent à l'ordre de pose — sont ajoutés sur certains parpaings ou encore des salles de cours avec un tableau noir qui prend l'intégralité du pan de mur.
Les salles sont baptisées de nom de personnage en lien avec matière étudiée et les numéros ne sont présents seulement en cas d'intervention des pompiers. Le collège portant le nom de l'adolescente victime de la Shoah célèbre pour son journal intime Anne Frank, elle y tient une place importante. Au dernier étage, sur une terrasse en extérieur, se trouve une réplique d'une statue d'Anne Frank et une exposition permanente est visible dans un couloir en partenariat avec la Maison Anne Frank d'Amsterdam.
Un Institut universitaire de formation des maîtres (IUFM), depuis détruit mais assurée dans le quartier d'Antonypole, a été réalisé à proximité.

## Rénovation
Dans les années 2000, le collège est considéré comme une « passoire thermique » et s'est beaucoup dégradé. L'architecte Jean Nouvel ayant semble t-il refusé de nombreuses fois une réhabilitation. Finalement, en 2021-2023, une rénovation est acceptée et menée pour améliorer les performances énergétiques et environnementales du bâtiment par l'agence Mars Architectes (Julien Broussart, Raphaël Renard et Sylvain Rety)— qui ont travaillé avec Nouvel — et l'agence Mars Architectes, il accueille 500,, à 600 élèves. Le coût de la rénovation est de 46 millions d'euros. Ce coût est inscrit dans le Plan de relance économique de la France de 2020-2022 (« France Relance ») et Plan de relance européen de 2020 (Next Generation EU).
La rénovation, qui a conservée notamment l'ossature béton et « l'esprit » de Jean Nouvel, est jugée comme réussie. Parmi les changements apportées par cette rénovation : l'agrandissement de la cantine trop exiguë, l'installation de caillebotis métallique sur la façade bétonnée, la transformation des fenêtres colorées opaques avec des films qui laissent désormais passer la lumière, la suppression de l'escalier de l'entrée du bâtiment car non adapté aux normes handicapées, les abords du collège qui sont repris et revégétalisés (certaines zones ayant été goudronnées après la construction), l'ajout de salles de classe au dernier étage, l'ajout de bancs en rotonde dans la cour, un jardin pédagogique, le revêtement de la cour est changée pour du béton drainant et l'ajout d'un coin ombragé, une isolation thermique externe discrète ou encore la salle d'arts plastiques conçue à l'époque comme un atelier d'artiste qui est finalement intégrée à l'ensemble. La chaleur du chauffage est fournie par l'usine d'incinération de Massy, dans l'Essonne.
L'inauguration du collège rénové s'est fait le 21 septembre 2023 en présence du maire Jean-Yves Sénant et du président du département des Hauts-de-Seine Georges Siffredi.

## Protection

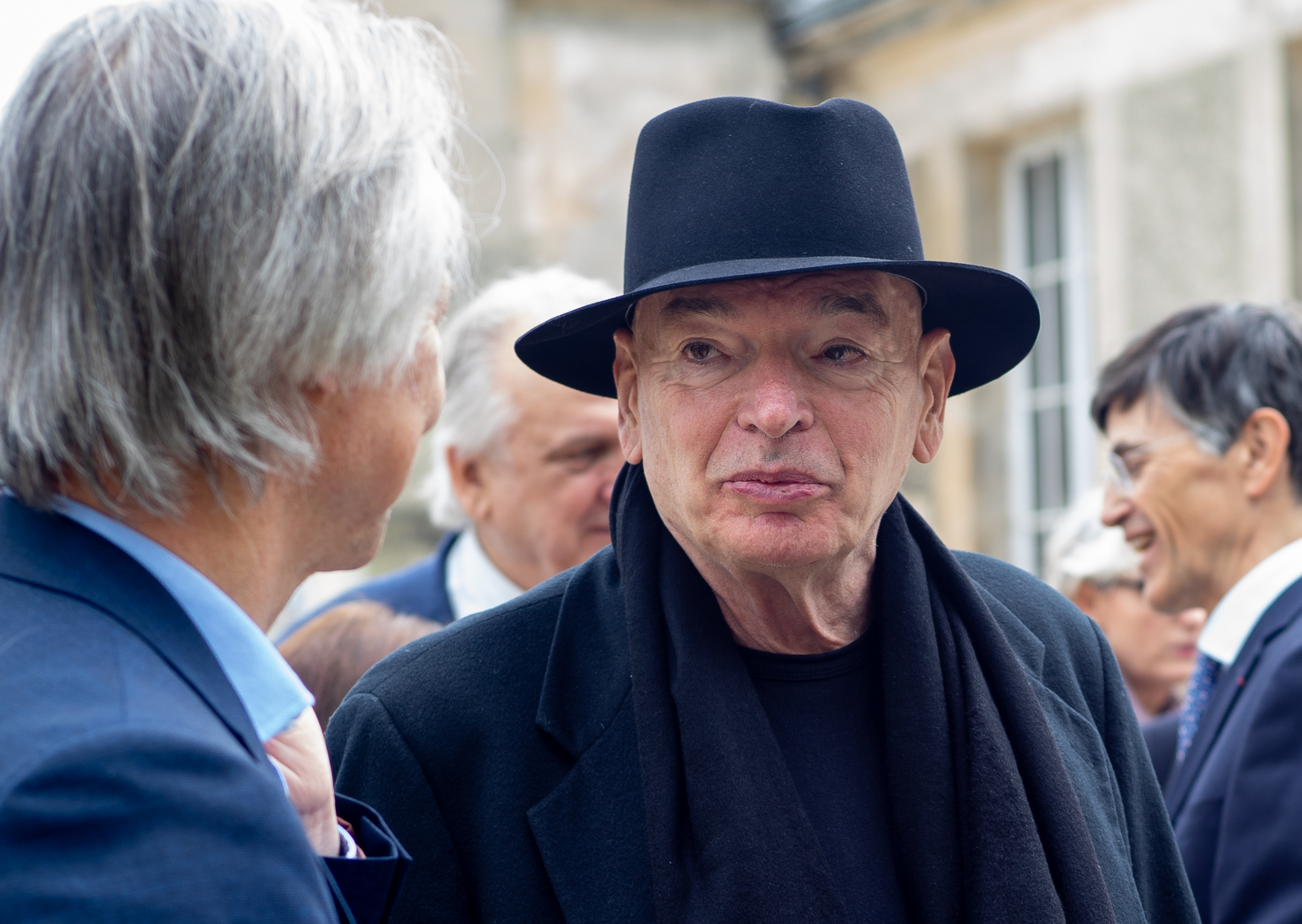
L'architecte Jean Nouvel, en 2019.

En tant qu'œuvre « de jeunesse » de l'architecte Jean Nouvel, le collège représente un intérêt patrimonial notable. Il n'est toutefois pas protégé malgré le coût important de sa restauration.
Jean Nouvel travailla avec la ville d'Antony a plusieurs reprises, ainsi le centre de loisirs des Godets (1980-1984) ou le centre maritime de la ville d'Antony « Paul Roze - Kerjouanno » (1981-1982) à Arzon (Morbihan) ont été réalisés au début des années 1980. Plus récemment, la réhabilitation du bâtiment A de la résidence universitaire Jean-Zay (2011-2017) a été mené par son agence.
L'œuvre est de manière assez étrange peu présentée dans les livres de et sur Jean Nouvel, à l'exemple de ceux des éditions Taschen.

## Pour approfondir